# Vlag van Treinta y Tres

Vlag van Treinta y Tres (ratio 2:3)

De vlag van Treinta y Tres is sinds 7 februari 2003 het officiële symbool van Treinta y Tres. De vlag toont aan de helft van de hijszijde vier blauwe golven en aan de andere helft een gouden zon. In het midden van de vlag staat het silhouet van een raaf en een afbeelding van de zucarabloem.
De blauwe golven symboliseren het water in en de lucht boven het departement. Ook verwijzen ze naar de idealen van rechtvaardigheid en waarheid. De gouden zon staat voor de oostelijke ligging van het departement in Uruguay en ook voor het licht en nobelheid. De zon verwijst samen met de blauwe golven op een witte achtergrond naar de vlag van Uruguay.
De raaf en de bloem symboliseren de natuurpracht in Treinta y Tres, in het bijzonder het natuurgebied Quebrada de los Cuervos.